# Cerradomys marinhus
Cerradomys marinhus (Серадоміс Марінго) — вид південноамериканських гризунів з родини Хом'якові (Cricetidae).

## Опис
Вид найбільш тісно пов'язаний з Cerradomys maracajuensis. Це вид з довгим, м'яким хутром. Число хромосом 56, FNa=54 (нижче, ніж у багатьох інших видів). 

## Проживання
Цей вид був тільки з типового місцезнаходження: Бразилія, Гояс, серрадо, центральна Бразилія.

## Загрози й охорона
Основні загрози є розширення сільського господарства, великої рогатої худоби та вирощування сої. Не відомо, чи живе в будь-якій з охоронних територій.